# Helmuth Zapfe

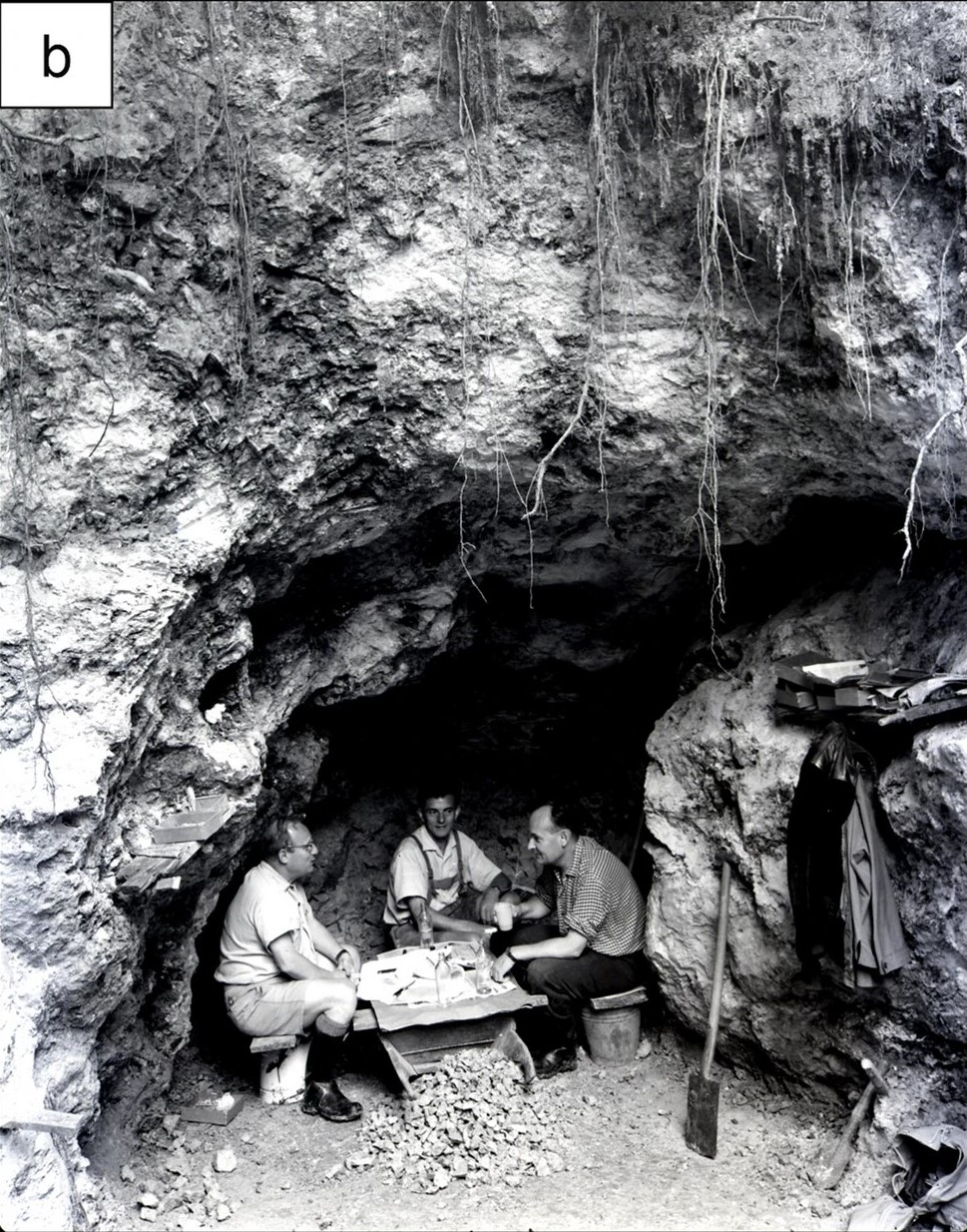
Friedrich Bachmayer, Helmuth Zapfe und Sepp Wölfer bei Grabungsarbeiten an miozänen Karstfüllungen bei Kohfidisch im Burgenland

Helmuth Zapfe (* 16. September 1913 in Wien; † 5. Juli 1996 ebenda), als Autor zuweilen auch als Helmut Zapfe ausgewiesen, war ein österreichischer Paläontologe.

## Leben
Helmuth Zapfe kam am 16. September 1913 in Wien als Sohn des späteren Zentralinspektors der Österreichischen Bundesbahnen, Bruno Zapfe und dessen Ehefrau Anna, geborene Schlimm, zur Welt. Bereits als Mittelschüler begleitete und unterstützte er seinen Vater, einen Amateurpaläontologen, der sich insbesondere für die Wirbeltierfossilien miozäner Karstspaltenfüllungen von Devínska Nová Ves (aka Neudorf an der March) interessierte, bei seiner Sammlungstätigkeit.
Nach Abschluss des humanistischen Gymnasiums in Wien VI 1932 studierte er Paläontologie, Geologie, Zoologie, Mineralogie, Petrologie und Botanik an der Universität Wien. Zu seinen Lehrern zählten unter anderem Othenio Abel, Kurt Ehrenberg, Alfred Himmelbauer, Fritz Knoll, Hans Leitmeier, Franz Eduard Suess und Jan Versluys. Bereits 1934 erhielt er, unter der Anleitung von Ehrenberg am damaligen Paläontologischen und Paläobiologischen Institut der Universität Wien eine Anstellung als Studienassistent. 1936 promovierte er bei Ehrenberg mit einer Arbeit über paläobiologische Untersuchungen an Hippuritenvorkommen der nordalpinen Gosauschichten, die 1937 veröffentlicht wurde. Nach seiner Promotion wurde er 1936 zum außerordentlichen Assistenten befördert.
Im Jahr 1940 wurde er zur Wehrmacht eingezogen und war von 1942 bis 1945 als Wehrgeologe überwiegend in Norwegen stationiert. Gleichzeitig konnte er aber auch seine akademische Karriere vorantreiben. 1942 wurde er an der Universität Wien zum Oberassistenten befördert und 1944 wurde er für „Paläontologie und Paläobiologie“ habilitiert. Bereits 1946 wurde er aus britischer Kriegsgefangenschaft entlassen und kehrte nach Wien zurück. Dort fand er sich seiner Anstellung als Universitätsassistent verlustig und auch seine Lehrbefugnis wurde für ungültig erklärt.
Bis er 1947 eine Anstellung als Geologe bei einer Geophysik-Firma erhielt, verdiente er seinen Lebensunterhalt als Hilfsarbeiter. Später arbeitete er als Geologe bei der staatlichen Kohlenholding GmbH. Seine Venia legendi wurde 1949 erneuert.
Ab 1952 übernahm er eine Stelle als wissenschaftlicher Beamter an der geologisch-paläontologischen Abteilung des Naturhistorischen Museums Wien. 1954 wurde er mit der Leitung der Abteilung betraut und 1964 zum Abteilungsdirektor ernannt.
1955 verlieh ihm die Philosophische Fakultät der Universität Wien den Titel eines außerordentlichen Professors („tit. a. o. Prof.“). Ab 1959 war er mit Ruth Clair verheiratet.
Nachdem er 1962 erstmals wieder einen Lehrauftrag für Biostratigraphie erhalten hatte, gab Zapfe 1965 seine Stellung am Naturhistorischen Museum auf und folgte einem Ruf an die Universität Wien, wo er zunächst als außerordentlicher, und ab 1972 bis zu seiner Emeritierung am 30. September 1982 als ordentlicher Professor am Paläontologischen Institut tätig war.
Auch nach seiner Emeritierung blieb Zapfe weiterhin wissenschaftlich aktiv, wobei er auf einen geregelten Arbeitsablauf bedacht war. Montags, Mittwochs und Freitags war er an der Akademie der Wissenschaften zu finden, Dienstags und Donnerstags arbeitete er am Naturhistorischen Museum. Dem setzte erst eine schwere Erkrankung (Bauchspeicheldrüsenkrebs) ein Ende, der er schließlich erlag. Helmuth Zapfe verstarb am 5. Juli 1996 in Wien und wurde am 18. Juli 1996 am Döblinger Friedhof beigesetzt.

## Wirken
Helmuth Zapfe veröffentlichte im Verlauf seiner Karriere rund 230 Arbeiten aus einem breiten Spektrum an wissenschaftlichen Themen. Seine erste, bereits 1934 erschienene, Arbeit behandelte ein geologisch-petrographisches Thema. Seine letzte Arbeit über „Ein bemerkenswertes Cervidengeweih aus dem Pannon des Burgenlandes, Österreich“ wurde im Februar 1997 postum veröffentlicht. Vor allem aus der Zeit vor Antritt seines Militärdienstes finden sich in seiner Publikationsliste, neben paläontologischen und weiteren geologischen Arbeiten, auch Beiträge zur Archäologie und Geomorphologie. Später lassen sich in seinen Werken zweit klare Hauptarbeitsgebiete feststellen:

### Erstes Hauptarbeitsgebiet: Wirbeltierpaläontologie

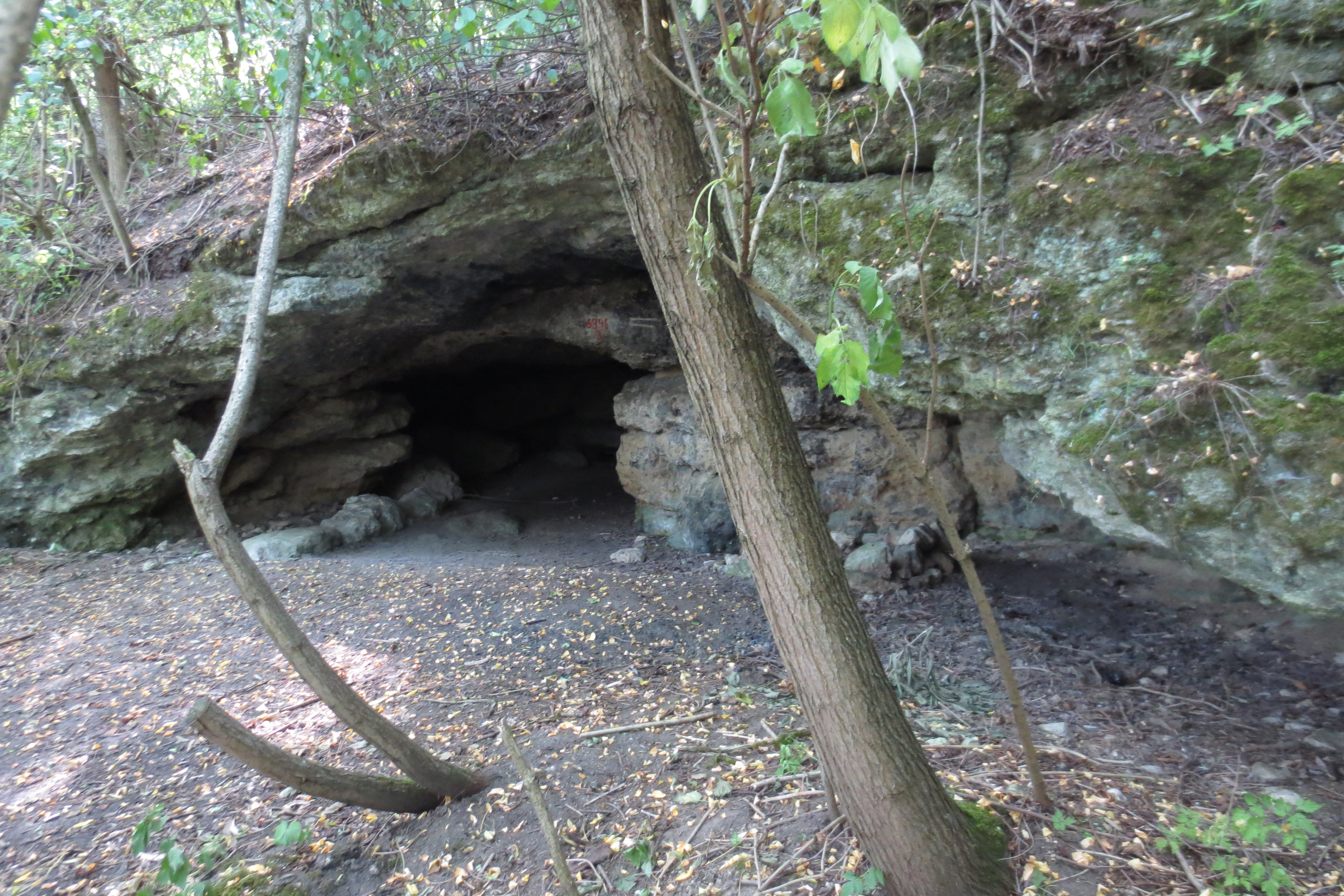
Die Teufelslucke bei Roggendorf wurde von Zapfe als Hyänenhorst erkannt.

Bereits in den späten 1930er-Jahren beschäftigte sich Zapfe zunehmend auch mit der Wirbeltierpaläontologie. Neben der Erstbeschreibung der Robbengattung Miophoca aus dem Tortonium des Wiener Beckens, zählt eine Analyse der Knochenfragmente aus der Teufelslucke bei Roggendorf in Niederösterreich zu einer der wichtigsten frühen Arbeiten Zapfes. Zur Klärung der Frage nach der Herkunft der, stets gleichartig zugerichteten, Knochenfragmente verwendete Zapfe einen aktuopaläontologischen Ansatz, indem er gezielte Fütterungsversuche mit verschiedenen rezenten Vertretern der Carnivora im Tiergarten Schönbrunn anstellte und dabei eine eindeutige Übereinstimmung mit dem Fressverhalten der Tüpfelhyäne (Crocuta crocuta) feststellen konnte. Zapfe konnte damit nicht nur die Teufelslucke als jungeiszeitlichen Höhlenhyänenhorst identifizieren, sondern warf auch ein vollkommen neues Licht auf die entsprechenden Knochenfragmente, die zuvor oft als von Menschen gemachte Artefakte interpretiert worden waren. Zapfes Analyse fand internationale Beachtung und wird bis heute in der entsprechenden Fachliteratur zitiert.(z. B. )
Nach seiner Rückkehr aus der Kriegsgefangenschaft veröffentlichte er zunächst liegengebliebene Manuskripte aus der Vorkriegszeit. Ab 1949 begann er mit einer systematischen Beschreibung der, von seinem Vater und ihm selbst angelegten, Sammlung aus den miozänen Karstspaltenfüllungen von Devínska Nová Ves. In mehr als 15 Arbeiten beschrieb Zapfe, zum Teil gemeinsam mit anderen Autoren, wie etwa  Johannes Hürzeler, Samuel Schaub, Jean Viret oder Otto Wettstein-Westersheimb, die Fauna dieser Fundstelle im Detail. Besondere Beachtung fanden dabei die beiden Monographien zu den Primatenfunden und zu Chalicotherium grande (heute Anisodon grande) aus der Familie der Chalicotherien. Die letzte Arbeit (über die Palaeomerycidae) aus dieser Serie, erschien 1993, als Zapfe bereits schwer von seiner Krebserkrankung gezeichnet war.
Zapfe, der sich eher abfällig über „Schreibtischpaläontologen“, welche die Arbeit im Gelände scheuten, geäußert haben soll, war während seiner gesamten wissenschaftlichen Karriere aktiv an verschiedensten Grabungskampagnen beteiligt. In Bezug auf die Wirbeltierpaläontologie zählt die, gemeinsam mit Friedrich Bachmayer, von 1956 bis 1983 durchgeführte Erschließung und Freilegung der miozänen Karstfüllungen von Kohfidisch im Burgenland zu den bedeutendsten.

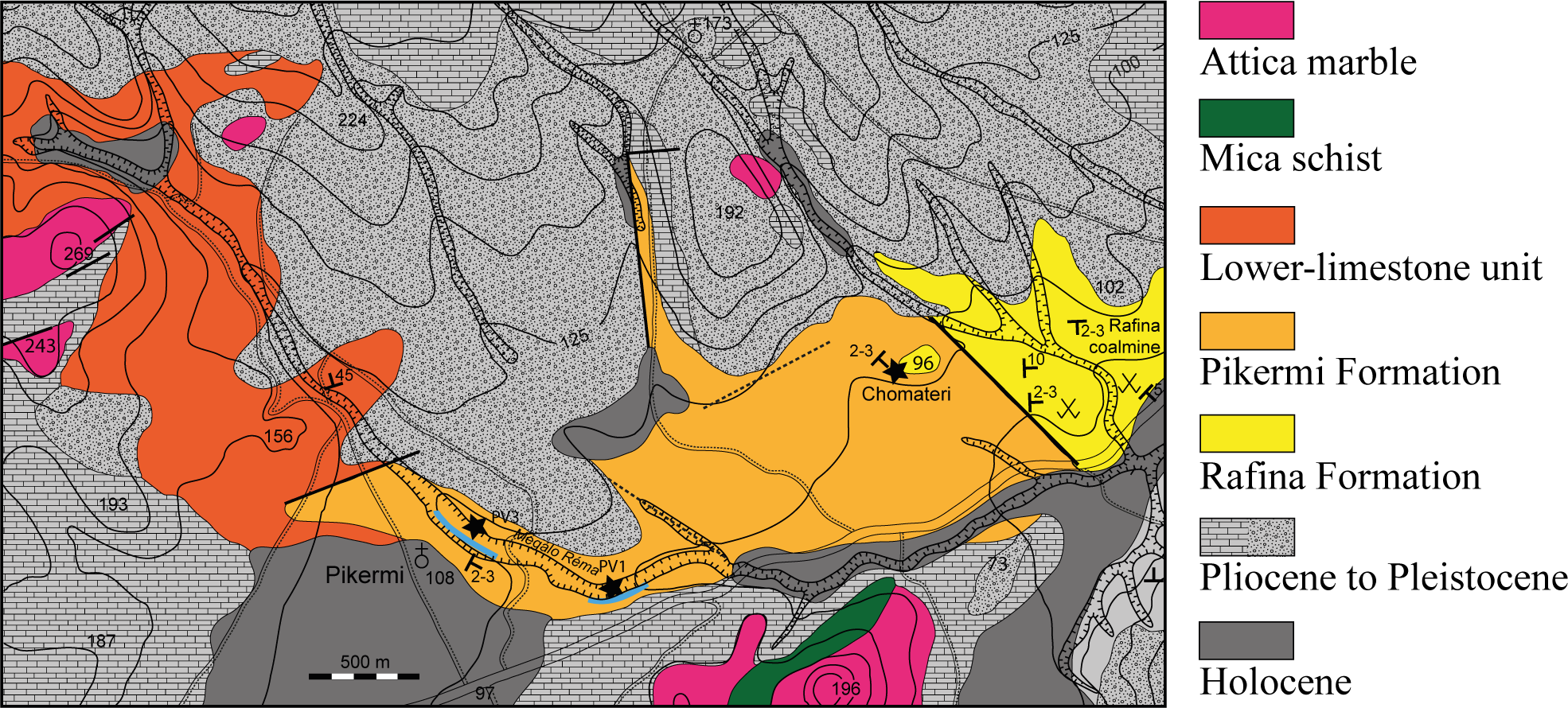
Geologische Kartenskizze der Umgebung von Pikermi; Das Grabungsgebiet von 1972–1980 ist durch den Stern mit der Bezeichnung „Chomateri“ markiert.

Unter der Leitung des griechischen Paläontologen Nikolaos Symeonidis grub Zapfe, gemeinsam mit Bachmayer, von 1972 bis 1980, mit Ausnahme von 1975, jedes Jahr an einer, 1971 neu entdeckten, Fundstelle („Chomateri“) der klassischen Fossillagerstätte von Pikermi. Die Grabungen erbrachten nicht nur zahlreiche weitere Fossilbelege der miozänen „Pikermi-Fauna“, sondern boten auch neue Erkenntnisse zur Entstehung der Knochenansammlungen im Spülsaum eines ehemaligen Sees.
Parallel dazu grub Zapfe, ebenfalls gemeinsam mit Symeonidis und Bachmayer, in mehreren Einsätzen zwischen 1972 und 1983 Zwergelefanten der Gattung Palaeoloxodon (Palaeoloxodon tiliensis) in der Charkadio-Höhle auf der Dodekanes-Insel Tilos aus.
Die letzte Grabungskampagne, die von Zapfe, zusammen mit Bachmayer, in die Wege geleitet wurde und an der er auch selbst aktiv beteiligt war, betraf eine gezielte Suche nach Primatenresten bei Götzendorf an der Leitha in Niederösterreich in den Jahren 1989/90.

### Zweites Hauptarbeitsgebiet: Biostratigraphie des alpinen Mesozoikums

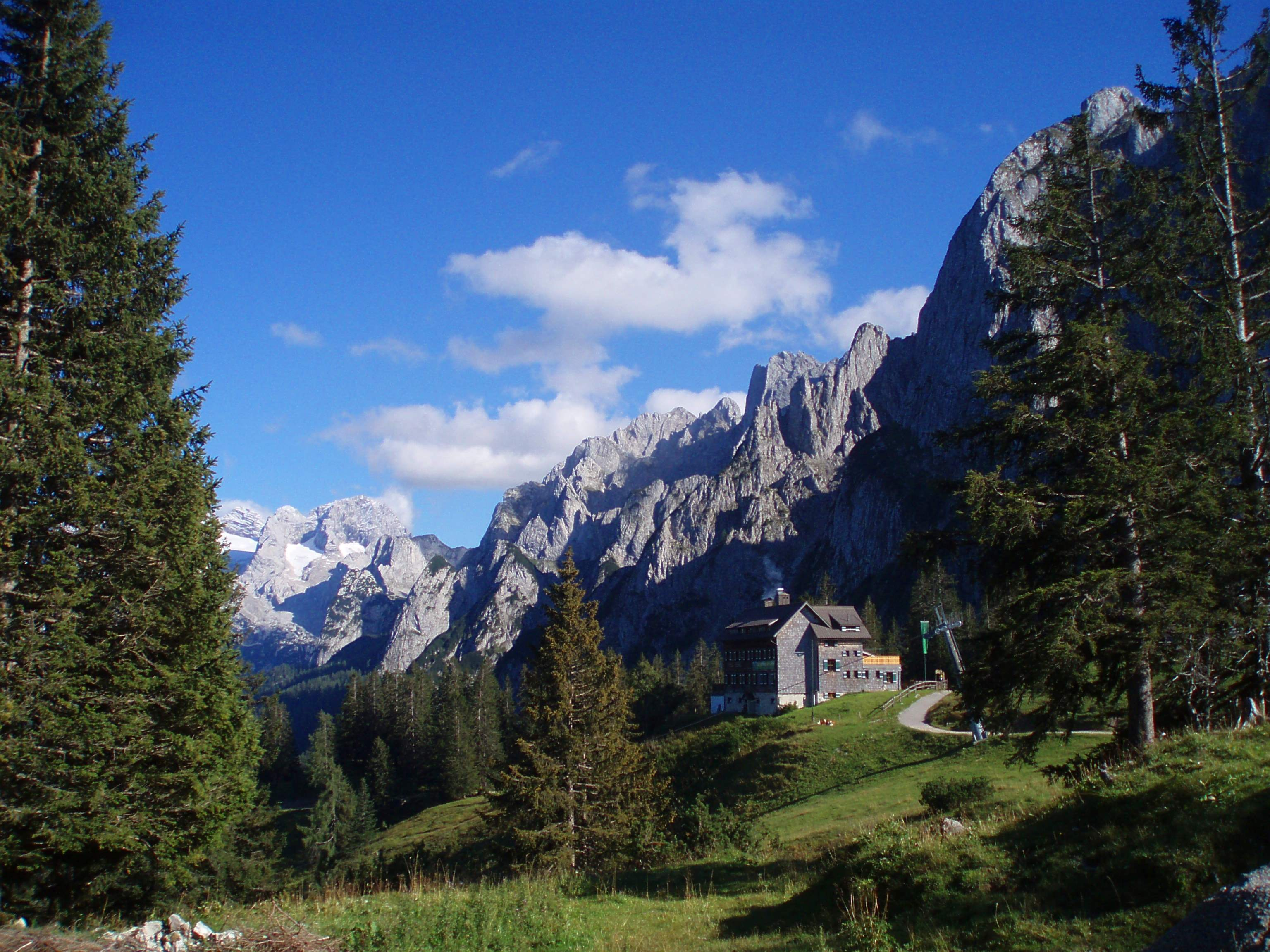
Die Gablonzer Hütte mit dem Gosaukamm im Hintergrund

Das zweite Hauptarbeitsgebiet betraf die Biostratigraphie des alpinen Mesozoikums und hier insbesondere die Stratigraphie der Trias. Ende der 1940er-Jahre begann Zapfe mit detaillierten Beschreibungen von Fossilinhalt und Fazies einzelner, biostratigraphisch interessanter, Trias-Vorkommen der Ostalpen. Dazu zählten etwa fossilreiche Rhät-Vorkommen am Eibenberg bei Ebensee oder bei Alland in Niederösterreich.
Von 1959 bis 1967 konzentrierte sich Zapfe zunehmend auf das obertriadische Riff am Gosaukamm und die damit verzahnten Schichten der Zlambach-Formation. Die Sammlungsaktionen in diesem Gebiet erlangten unter Zapfes Mitarbeitern am Naturhistorischen Museum bald einen gewissen Ruf. Die dafür erforderlichen Fußmärsche im alpinen Gelände endeten in der Regel erst nach Einbruch der Dunkelheit auf der, als Quartier dienenden, Gablonzer Hütte. Auch in diesem Zusammenhang konnte Zapfe auf Erfahrungen aus seiner Jugendzeit zurückgreifen. Durch, praktisch jährlich stattgefundene, gemeinsam mit seinem Vater durchgeführte, Sammlungsausflüge zur klassischen Fundstelle „Fischerwiese“ bei Lupitsch (Altaussee), war ihm der Fossilinhalt der Zlambach-Formation gut bekannt und es stand ihm reichhaltiges Belegmaterial aus der Sammlung seines Vaters zur Verfügung.
Die Ergebnisse dieser Aktivitäten wurden von Zapfe und seinen Mitarbeitern in einer ganzen Serie von Publikationen über „Untersuchungen im obertriadischen Riff des Gosaukammes (Dachsteingebiet, Oberösterreich)“ veröffentlicht. In einem vorläufigen Abschlussbericht über „Fragen und Befunde von allgemeiner Bedeutung für die Biostratigraphie der alpinen Obertrias“ fasste Zapfe die gewonnenen Erkenntnisse 1967 zusammen und thematisierte darin insbesondere die Problematik der, von ihm so genannten, „norisch-rhätischen Mischfaunen“. Gleichzeitig betonte er, dass es sich um keine lokale Besonderheit handelte, sondern, dass ähnliche Befunde auch aus anderen Regionen (Westkarpaten, Anatolien, Nordost-Sibirien) vorlagen, bislang aber nur wenig Beachtung gefunden hatten. Zapfe hielt es zu diesem Zeitpunkt für möglich, dass eine Revision der biostratigraphischen Gliederung der Obertrias im Alpenraum notwendig wäre, wollte dafür aber erst die Ergebnisse weiterer Untersuchungen abwarten.
Das Rhaetium als eigenständige, oberste Stufe der Obertrias war zu dieser Zeit keineswegs allgemein international anerkannt. Einige sahen darin einen Teil des Noriums, einige wenige ordneten es bereits dem Jura zu und wieder andere sprachen sich dafür aus das Rhaetium vollständig aus den stratigraphischen Tabellen zu streichen. Nachdem Ende 1972 durch einen gemeinsamen Beschluss von UNESCO und IUGS in Paris das International Geological Correlation Program (IGCP) gestartet worden war, schien ein geeigneter Rahmen zur Lösung des Problems gefunden. Unter Zapfes Leitung wurde 1973 das IGCP-Projekt Nr. 73/I/4 mit dem vorläufigen Arbeitstitel „Upper Triassic of the Tethys Realm“ zur Begutachtung vorgelegt und vom IGCP zunächst als Projekt der „Kategorie B“ („Potentielle Groß-Projekte“) akzeptiert.
In einem ersten Schritt sollten die Schichtfolgen der Obertrias im Alpenraum mit den entsprechend alten Serien der Karpaten korreliert werden. Bereits 1975 wurde das Projekt vom IGCP in die „Kategorie A“ („Schlüssel-Projekte“) erhoben. In weiterer Folge wurde das Projekt auf den gesamten Zeitabschnitt der Trias ausgedehnt („Triassic of the Tethys Realm“). Bis zum Abschluss des Projektes 1982 waren, unter Zapfes Leitung, Teams aus 16 Nationen (Bulgarien, China, ČSSR, Indien, Irak, Israel, Italien, Jugoslawien, Kanada, Niederlande, Österreich, Polen, Rumänien, Spanien, UdSSR, Ungarn) sowie einzelne Forscher aus 6 weiteren Nationen (BRD, DDR, Frankreich, Iran, Schweiz, Türkei), insgesamt etwa 150 Wissenschafter, am Projekt beteiligt und das Arbeitsgebiet erstreckte sich von Spanien bis zur Insel Timor. In seinem, 1983 veröffentlichten, Abschlussbericht konnte Zapfe eine, im gemeinsamen Konsens gefundene, für den gesamten Tethys-Bereich (Tropische Zone) gültige, biostratigraphische Tabelle der Trias, samt neu etabliertem Rhaetium, vorweisen, die er entsprechenden Tabellen für Kanada (Gemäßigte Zone) und der damaligen UdSSR (Boreale Zone) gegenüberstellte.

## Ehrungen und Mitgliedschaften
Zapfe war Mitglied der Österreichischen Akademie der Wissenschaften (1967 korrespondierendes und 1970 wirkliches Mitglied). 1971 wurde er korrespondierendes Mitglied der Bayerischen Akademie der Wissenschaften. 1989 wurde er Ehrenmitglied der Paläontologischen Gesellschaft und 1987 der Österreichischen Paläontologischen Gesellschaft. 1979 wurde er Ehrenmitglied der Ungarischen Geologischen Gesellschaft. 1976 erhielt er die Ferdinand-von-Hochstetter-Medaille des Naturhistorischen Museums Wien und 1987 den Preis der Stadt Wien. 1993 erhielt er den Othenio-Abel-Preis und wurde 1992 Ehrendoktor in Athen. Er war Träger des Österreichischen Ehrenkreuzes für Wissenschaft und Kunst I. Klasse. Er hatte die Schriftleitung des Catalogus Fossilium Austriae und gab 1972 und 1987 als Ergänzung dazu den Index Palaeontologicorum Austriae, ein Verzeichnis österreichischer Paläontologen und Fossiliensammler, heraus.

### Dedikationsnamen
Die umfangreiche Liste an, nach Helmuth Zapfe benannten, Taxa spiegelt im Wesentlichen seine beiden Hauptarbeitsgebiete wider.

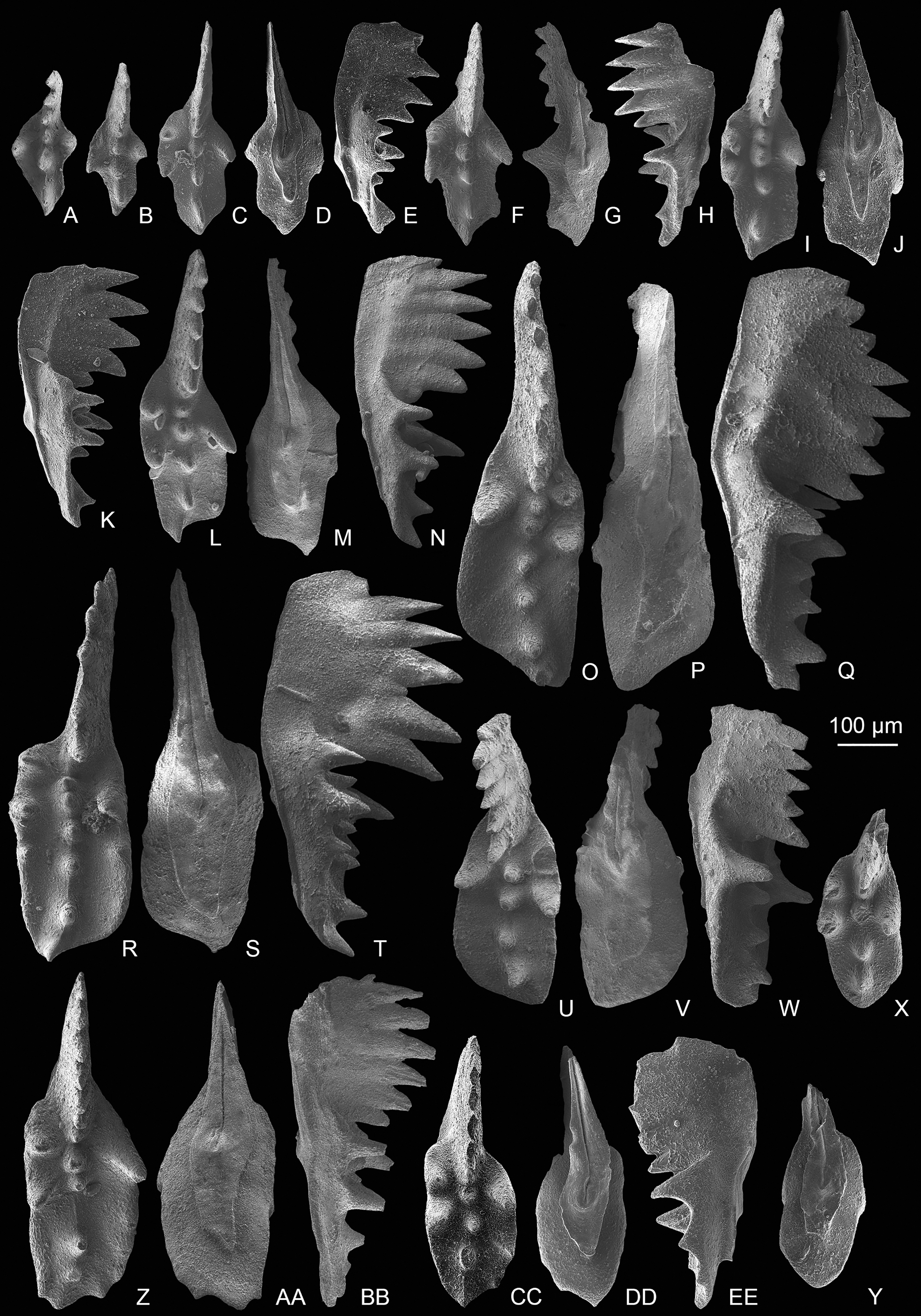
REM-Aufnahmen der Conodonten-Art Mockina zapfei aus der Nanshuba-Formation von Yunnan

Robert Potonié und Wilhelm Klaus beschrieben 1954 fossile Pollen aus dem Haselgebirge zunächst als Pityosporites zapfei. Die Art wurde 1956 als Falcisporites zapfei in eine eigene Gattung Falcisporites gestellt. Zapfe hatte Klaus nicht nur dazu ermuntert im, ursprünglich als „fossilleer“ geltenden Haselgebirge nach Mikrofossilien zu suchen, sondern auch den dafür erforderlichen Kontakt zu den Österreichischen Salinen vermittelt.
Friedrich Bachmayer und Robert Warren Wilson beschrieben 1970 die Überreste eines Rattenigels aus dem Pannonium von Kohfidisch als Galerix zapfei. Das Taxon wurde 1980 durch Burkart Engesser als Schizogalerix zapfei in die neu aufgestellte Gattung Schizogalerix übernommen.
Heinz Kozur und Helfried Mostler beschrieben 1970 Sklerite von Holothurien aus dem Anisium von Dziewkowice in Oberschlesien als Theelia zapfei.
Die Conodonten-Art Mockina zapfei wurde, ebenfalls von Kozur und Mostler, 1973 ursprünglich als Metapolygnathus zapfei aus dem Alaunium (mittleres Norium) des Sommeraukogels bei Hallstatt beschrieben. Die Art konnte seitdem nahezu weltweit in marinen Sedimenten des mittleren Alaunium bis mittleren Sevatium (oberes Norium) nachgewiesen werden.
Die fossilen Überreste einer ausgestorbenen Spitzmaus-Art aus dem Miozän von Devínska Nová Ves, welche Zapfe selbst 1951 zunächst als Heterosorex sansaniensis identifiziert hatte, wurden 1975 durch Burkart Engesser in eine eigene Art Dinosorex zapfei gestellt.
Eine weiter Namensehrung durch das Autorenduo Kozur & Mostler erfolgte 1978 mit der Erstbeschreibung der Radiolarien-Art Dictyocoryne zapfei aus dem Karnium der Reiflinger Kalke von Großreifling. Das Taxon wurde später als Ropanaella zapfei in die Gattung Ropanaella übernommen.

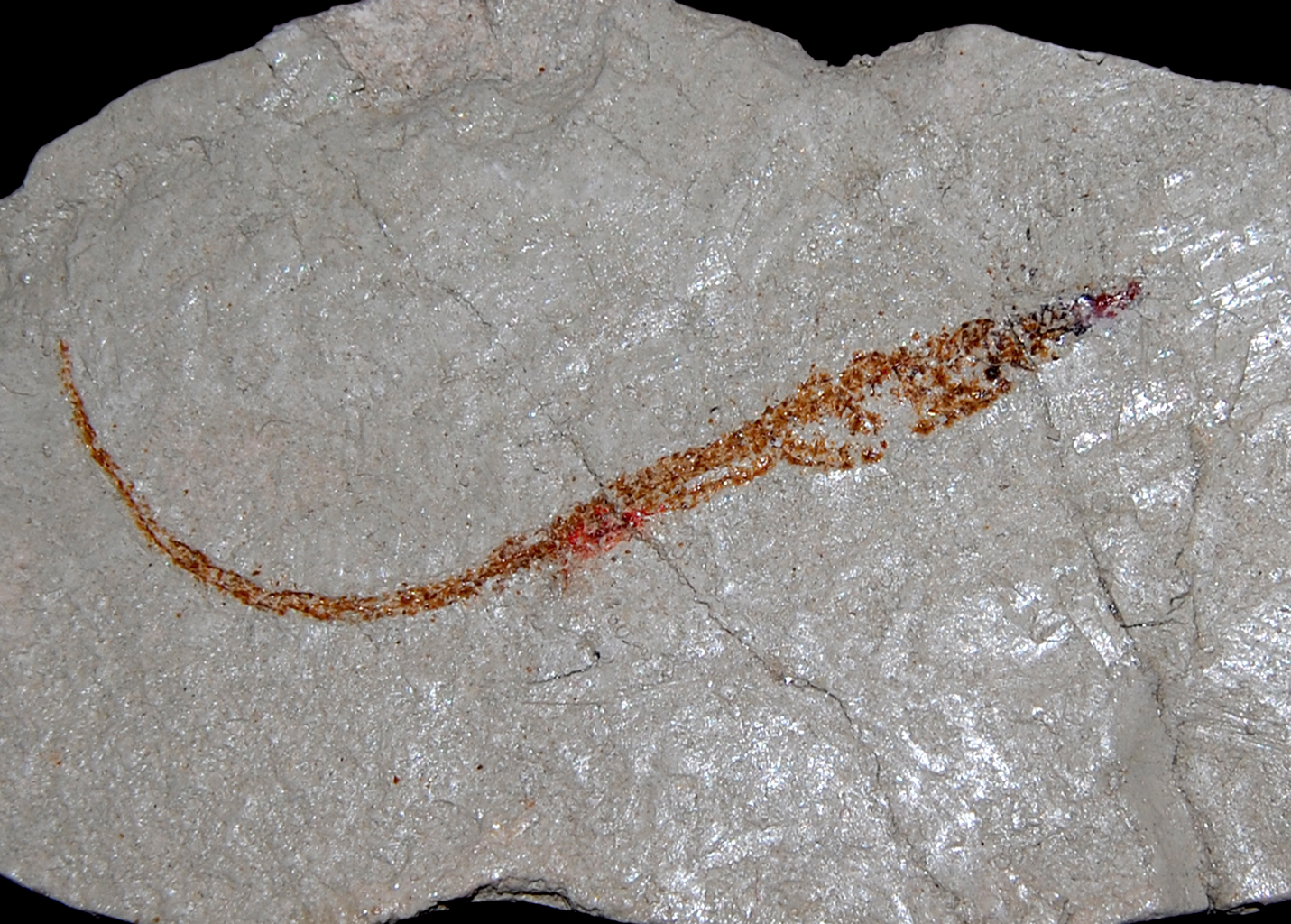
Nerophis zapfei

1980 wurde die fossile Seenadelart Nerophis zapfei nach Helmuth Zapfe benannt. Erstbeschreiber Friedrich Bachmayer vermerkte dabei in seiner Erläuterung zur Namensherkunft: 

„Zu Ehren meines Freundes Univ.-Prof. Dr. Helmuth Zapfe zu seinem 65. Geburtstag!“

Ewa Roniewicz beschrieb 1989 aus dem oberen Rhaetium der Zlambach-Formation in der Umgebung des Gosaukamms, die koloniebildende Steinkoralle Distichoflabellum zapfei.
Die Typusserie von Discinisca zapfei wurde von Zapfe selbst, vermutlich in den 1960er-Jahren, aus der Zlambach-Formation (Obertrias) bei Pichlern in Oberösterreich geborgen und zunächst als Aspidocaris triasica identifiziert. Unter diesem Taxon wurden ursprünglich Fossilien beschrieben, die man für die Schalen von Krebsen aus der Unterklasse der Phyllocarida hielt und die später als Anaptychen von Ammoniten gedeutet wurden. Erst 2001 wurde erkannt, dass es sich bei dem von Zapfe gesammelten Belegmaterial weder um die Überreste von Krebstieren noch von Kopffüßern handelte, sondern um eine zuvor unbekannte Art von schlosslosen Armfüßern aus der Gattung Discinisca.
Nachdem Zapfe 1950 mit Miniopterus fossilis aus dem Miozän von Devínska Nová Ves erstmals eine fossile Art aus der Gattung der Langflügelfledermäuse (Miniopterus) beschrieben hatte, folgte 2002 eine weitere fossile Art aus dem Miozän von La Grive-Saint-Alban, die zu Ehren Zapfes als Miniopterus zapfei beschrieben wurde.

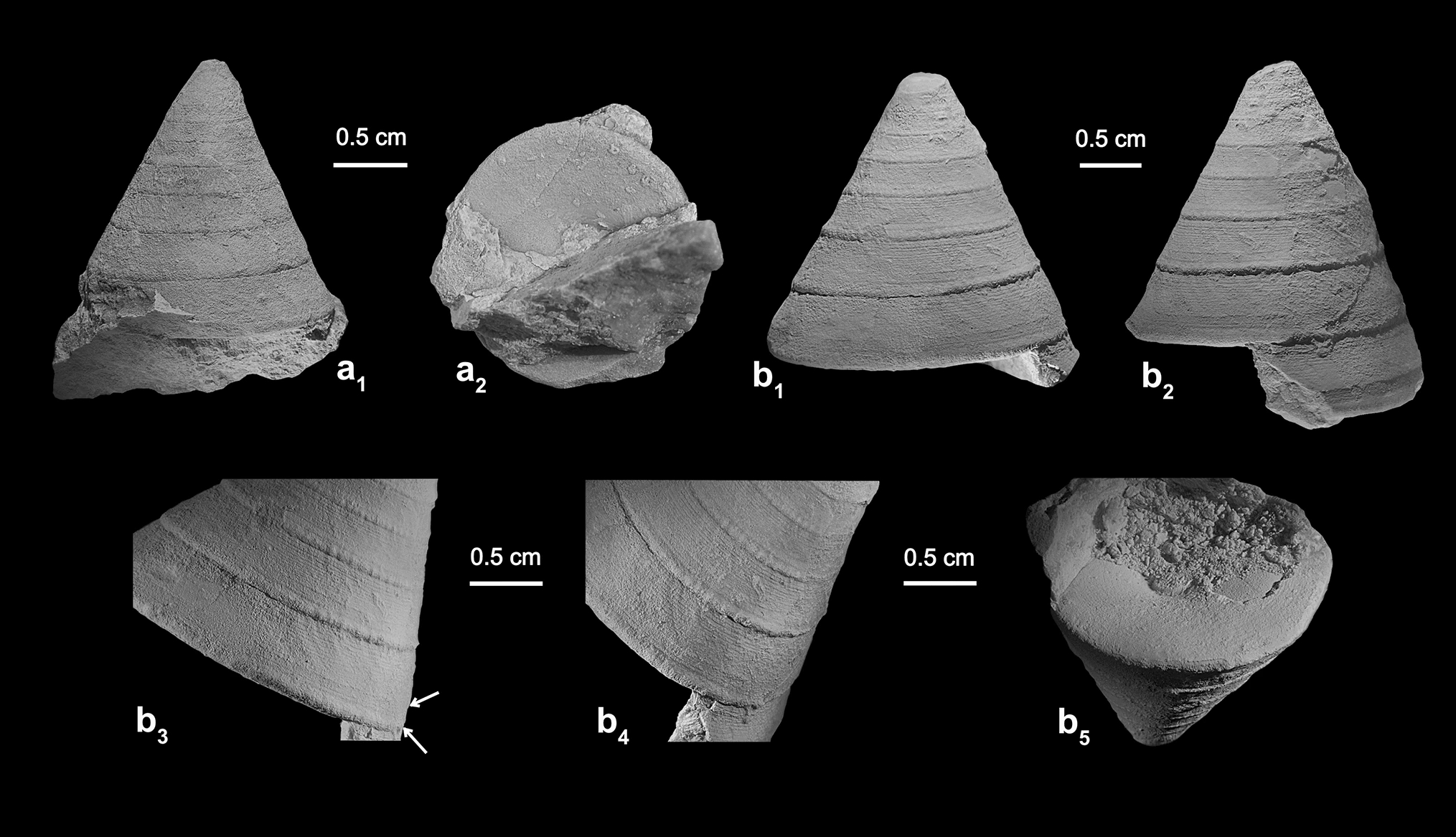
Stuorella zapfei

Die Erstbeschreibung des Einsiedlerkrebses Mesoparapylocheles zapfei aus den jurazeitlichen Ernstbrunner-Kalken Niederösterreichs wurde erst 2019 veröffentlicht. Das, weitgehend publikationsreife, Manuskript dazu war allerdings, wie mehrere andere Erstbeschreibungen von Einsiedlerkrebsen der Ernstbrunner-Kalke, Jahrzehnte zuvor vom 1989 verstorbenen Friedrich Bachmayer verfasst, aber nie veröffentlicht worden. Von Bachmayer vorgeschlagene Namen für neue Taxa wurden in der Auswertung der Manuskripte aus seinem Nachlass weitgehend beibehalten.
Für seine Verdienste um die Erforschung der Obertrias-Fauna der Alpen wurde 2022 die fossile Gastropoden-Art Stuorella zapfei nach ihm benannt.